# Línea 71 (Media Distancia)
La línea 71 (Granada - Linares-Baeza) fue una línea ferroviaria realizada por servicios MD que recorría transversalmente la comunidad española de Andalucía. Discurría por vías convencionales no electrificadas de ancho ibérico, pertenecientes a Adif. Era operada por la sección de Media Distancia de Renfe Operadora mediante trenes Serie 599, y subvencionada en parte por la Junta de Andalucía.
La duración del viaje era de 2 horas y 22 minutos en sentido Linares-Baeza y de 2 horas y 30 minutos en sentido Granada.

## Historia
En un pasado la línea se denominó «A6» y era servida con trenes Serie 596 de Renfe y ocasionalmente por trenes de la Serie 592 de Renfe realizando servicios denominados «Andalucía Express».
La frecuencia siempre era de un tren diario hasta la eliminación del servicio Arco que conectaba Granada con Barcelona-Sants en septiembre de 2011. Desde entonces, para asegurar la relación diurna en esta ruta, existía un segundo tren en la línea 71 pensado para realizar un trasbordo con el Alaris Barcelona-Málaga/Sevilla. En este tren se vendían tanto billetes combinados, para viajeros que realizan el trasbordo al Alaris, como billetes de Media Distancia, para aquellos pasajeros que realizan un viaje en el interior de la línea 71. Este segundo tren circulaba 3 días a la semana en un sentido y otros 3 días en el contrario. Cabe destacar que sucedía esta misma situación con la relación con  Almería utilizando esta misma línea hasta que se separa de ella en Moreda.
Fue suprimida el 2 de junio de 2013 debido a la racionalización por parte del ministerio de Fomento, que incluía la supresión de líneas de Media Distancia ineficientes. Se mantuvieron las paradas de Moreda, Jodar-Ubeda, Estación de Cabra del Santo Cristo-Alicún añadidas al Talgo Madrid-Almería, pero el resto de estaciones intermedias entre Linares-Baeza y Moreda fueron suprimidas.